# 沃洛
沃洛（法語：Velaux，法語發音：[vəlo]）是法国罗讷河口省的一个市镇，位于该省东部偏南，属于普罗旺斯地区艾克斯区。

## 地理
沃洛（43°31'21"N, 5°15'14"E）面积25.23 平方千米，位于法国普罗旺斯-阿尔卑斯-蓝色海岸大区罗讷河口省，该省份为法国东南部沿海省份，北起沃克吕兹省，西接加尔省，南濒地中海，东临瓦尔省。
与沃洛接壤的市镇（或旧市镇、城区）包括：普罗旺斯地区艾克斯、贝尔莱唐、拉法尔莱索利维耶、罗尼亚克、旺塔布朗、库杜克斯。
沃洛的时区为UTC+01:00、UTC+02:00（夏令时）。

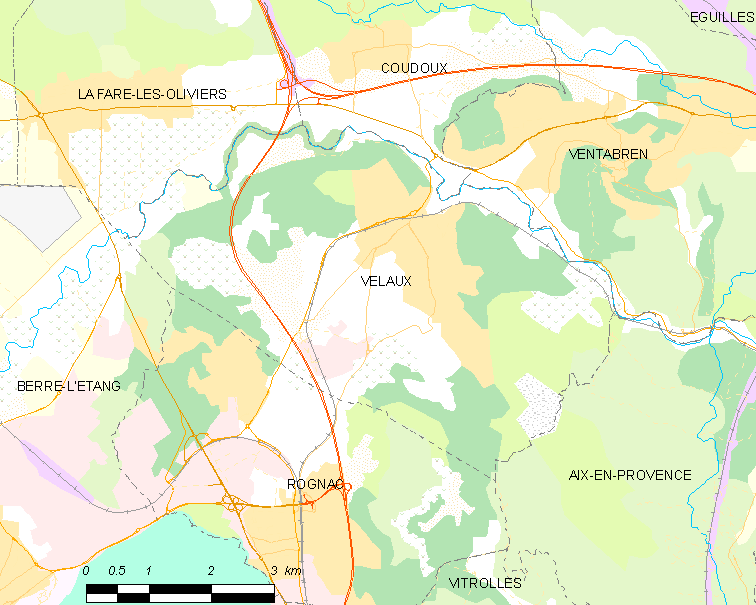
沃洛的OSM定位图

## 行政
沃洛的邮政编码为13880，INSEE市镇编码为13112。

## 政治
沃洛所属的省级选区为贝尔莱唐县。

## 人口
沃洛人口数量在20世纪70年代后迅速增加，其于2022年1月1日时的人口数量为8827人。

1962-2008年间沃洛人口变化图示